# Obras cumbres (álbum de Babasónicos)
Obras Cumbres es el segundo álbum recopilatorio de la banda argentina Babasónicos, editado en 2002. Es un CD doble, los cuales están compuestos por canciones seleccionadas de sus primeros álbumes. Todas las canciones de ambos compilados fueron elegidas por los músicos de la banda.

## Lista de canciones

### CD 1
1. Desfachatados (Miami, 1999) - 3:55
2. ¡Viva Satana! (Dopádromo, 1996) - 3:51
3. Paraguayana (Miami, 1999) - 3:39
4. Gronchótica (Dopádromo, 1996) - 3:34
5. Fiebre Roller (Pasto, 1992) - 0:30
6. Patinador Sagrado (Trance Zomba, 1994) - 3:33
7. 4 AM (Miami, 1999) - 4:04
8. Tripeando (Pasto, 1992) - 3:57
9. El Adversario (Babasónica, 1997) - 3:01
10. Sobre la Hierba (Pasto, 1992) - 4:39
11. Seis Vírgenes Descalzas (Babasónica, 1997) - 2:55
12. Montañas de Agua (Trance Zomba, 1994) - 3:28
13. Revelación (Trance Zomba, 1994) - 3:04
14. Su Ciervo (Dopádromo, 1996) - 4:14
15. Poder Ñandú (Trance Zomba, 1994) - 2:57
16. Egocripta (Babasónica, 1997) - 3:41
17. Vórtice (Vedette, 2000) - 3:50

### CD 2
1. Sharon Tate (Babasónica, 1997) - 2:28
2. Valle de Valium (Miami, 1999) - 2:42
3. Pasta de Hablar (Babasónica, 1997) - 4:55
4. Árbol Palmera (Trance Zomba, 1994) - 4:11
5. La Roncha (Miami, 1999) - 4:12
6. Natural (Pasto, 1992) - 3:30
7. Esther Narcótica (Babasónica, 1997) - 3:35
8. El Ringo (Miami, 1999) - 3:23
9. Zumba (Dopádromo, 1996) - 3:42
10. Posesión del Tercer Tipo (Trance Zomba, 1994) - 7:15
11. Casualidad (Miami, 1999) - 3:37
12. Coralcaraza (Trance Zomba, 1994) - 4:43
13. Perfume Casino (Dopádromo, 1996) - 4:20
14. Gustavo Show (Miami, 1999) - 4:26
15. Sol Naranja (Pasto, 1992) - 4:41
16. La Pincheta (Groncho, 2000) - 3:04